# Eleições legislativas de Israel em 1959
As eleições legislativas de Israel em 1959 foram realizadas a 3 de Novembro e, serviram para eleger os 120 deputados para a quarta legislatura do Knesset.
O Mapai voltou a confirmar a posição de partido hegemónico, ao voltar a ser o partido mais votado, conquistando o seu melhor resultado, até então, com 38,2% dos votos e 47 deputados.
Após as eleições, o Mapai formou um governo de coligação com o Partido Nacional Religioso, Mapam, Ahdut HaAvoda, Partido Progressista e os partidos da minoria árabe.
A captura do criminoso de guerra Nazi, Adolph Eichmann, por parte da Mossad, na Argentina, foi o momento mais marcante desta legislatura.
O governo iria cair em 1961, graças a um escândalo que envolvia o ministro de defesa, Pinhas Lavon, fazendo com que houvesse eleições antecipadas.

## Resultados Finais
| Partido                                                                 | Partido                           | Votos     | %     | +/-     | Deputados | +/-     |
| ----------------------------------------------------------------------- | --------------------------------- | --------- | ----- | ------- | --------- | ------- |
|                                                                         | Mapai                             | 370 585   | 38,2  | 6,0     | 47 / 120  | 7       |
|                                                                         | Herut                             | 130 515   | 13,5  | 0,9     | 17 / 120  | 2       |
|                                                                         | Partido Nacional Religioso        | 95 581    | 9,9   | 0,8     | 12 / 120  | 1       |
|                                                                         | Mapam                             | 69 468    | 7,2   | 0,1     | 9 / 120   | Estável |
|                                                                         | Sionistas Gerais                  | 59 700    | 6,2   | 4,0     | 8 / 120   | 5       |
|                                                                         | Ahdut HaAvoda                     | 58 043    | 6,0   | 2,2     | 7 / 120   | 3       |
|                                                                         | Frente Religiosa da Torah         | 45 569    | 4,7   | Estável | 6 / 120   | Estável |
|                                                                         | Partido Progressista              | 44 889    | 4,6   | 0,2     | 6 / 120   | 1       |
|                                                                         | Partido Comunista de Israel       | 27 374    | 2,8   | 1,7     | 3 / 120   | 3       |
|                                                                         | Progresso e Desenvolvimento (a)   | 12 347    | 1,3   | Novo    | 2 / 120   | Novo    |
|                                                                         | Cooperação e Fraternidade (a)     | 11 104    | 1,1   | Novo    | 2 / 120   | Novo    |
|                                                                         | Desenvolvimento e Agricultura (a) | 10 902    | 1,1   | Estável | 1 / 120   | Estável |
|                                                                         | Outros                            | 33 260    | 3,4   |         | 0 / 120   |         |
| Votos Inválidos                                                         | Votos Inválidos                   | 24 967    | 2,5   | 0,1     |           |         |
| Total                                                                   | Total                             | 994 306   | 100   |         | 120       |         |
| Eleitorado/Participação                                                 | Eleitorado/Participação           | 1 218 724 | 81,5  | 1,3     |           |         |
| Fonte                                                                   | Fonte                             | [ 2 ]     | [ 2 ] | [ 2 ]   | [ 2 ]     | [ 2 ]   |
| (a) Partidos satélites do Mapai, que representavam os Árabes Israelitas |                                   |           |       |         |           |         |